# Meta Catania Calcio a 5
Maillots
Le Meta Catania Calcio a 5 est un club sportif de futsal fondé en 2007 et basé à Catane.
Fondé en 2007, le M&M Futsal Club débute en Serie D et obtient directement son accession à l'échelon supérieur. Après deux saisons en Serie C2, l'équipe est de nouveau promue et accède au championnat régional supérieur, la Serie C1, en 2010. Durant l'année 2012-2013, elle remporte son premier trophée avec la Coppa Italia regionale puis l'accession en Serie B l’année suivante. Renommé Meta Calcio a 5 à l'été 2014, le club n'a besoin que de deux saisons pour monter en Serie A2, la deuxième division nationale. En 2017-2018, l'équipe remporte la finale de Serie A2 et obtient sa promotion en Serie A. 
Pour la saison 2018-2019, l'équipe prend possession du PalaCatania (it) et adopte le rouge et le bleu de la ville de Catane. Le club est renommé Meta Catania Calcio a 5 à l'été 2020 puis termine vice-champion d'Italie 2020-2021.

## Histoire
En l'année 2007, les deux partenaires Salvatore Marletta et Enrico Musumeci décident d'inscrire le M&M Futsal Club dans le championnat de Serie D. Dès la première saison, dirigés par Ivan Zinna, l'équipe obtient la promotion en Serie C2. 
Après deux saisons, le club obtient la promotion au championnat régional supérieur de C1.
À l'été 2014, le club change de nom et devient Meta Calcio a 5.
En 2017-2018, l'équipe remporte la finale de Serie A2 et obtient sa promotion en Serie A.
À partir de la saison 2018-2019, l'équipe joue au PalaCatania et adopte le rouge et le bleu de la ville de Catane. Le club est alors généralement nommé Meta Catania. L'équipe termine cinquième pour sa première saison dans l’élite, atteint les quarts de finale de play-off et un autre quart en Coupe d’Italie.
Septième au terme de l’exercice 2019-2020, le nom du club incorpore officiellement le nom de la ville et devient le Meta Catania Calcio a 5 à l'été 2020. L'équipe atteint la finale de Serie A 2020-2021 et termine vice-championne, défait par l’ItalService Pesaro.
En 2021-2022, le Bricocity Meta Catania Calcio a 5 termine onzième sur seize avec 37 points.

## Palmarès

### Titres et trophées
- Championnat d'Italie - Serie A
  - Finaliste : 2020

- Coppa Italia di Serie A2
  - Finaliste : 2018

- Coppa Italia di Serie B
  - Finaliste : 2015

- Coppa Italia regionale (1)
  - Vainqueur : 2013
  - Finaliste : 2014

### Saison après saison
| Saison    | Championnat       | Championnat | Championnat        | Coupe                                          | Coupe                      |
| Saison    | Division          | Classement  | Play-off           | Nom                                            | Tour                       |
| --------- | ----------------- | ----------- | ------------------ | ---------------------------------------------- | -------------------------- |
| 2007-2008 | Serie D - grp. B  | 1er         |                    |                                                |                            |
| 2008-2009 | Serie C2 - grp. C |             |                    |                                                |                            |
| 2009-2010 | Serie C2 - grp. C | 1er         |                    |                                                |                            |
| 2010-2011 | Serie C1          | 8e          |                    | Coppa Italia regionale                         | 8e de finale               |
| 2011-2012 | Serie C1          | 10e         |                    | Coppa Italia regionale                         |                            |
| 2012-2013 | Serie C1          | 3e          | finaliste          | Coppa Italia regionale                         | vainqueur                  |
| 2013-2014 | Serie C1          | 5e          | demi-finaliste     | Coppa Italia regionale                         | finaliste                  |
| 2014-2015 | Serie B - grp. F  | 4e          | 1er tour           | Coppa Italia di Serie B                        | finaliste                  |
| 2015-2016 | Serie B - grp. G  | 1er         |                    | Coppa Italia di Serie B                        | 8e de finale               |
| 2016-2017 | Serie A2 - grp. B | 5e          | demi-finaliste     |                                                |                            |
| 2017-2018 | Serie A2 - grp. B | 2e          | vainqueur          | Coppa della Divisione Coppa Italia di Serie A2 | 3e tour finaliste          |
| 2018-2019 | Serie A           | 5e          | quart-de-finaliste | Coppa della Divisione Coppa Italia             | 3e tour quart-de-finaliste |
| 2019-2020 | Serie A           | 7e          | -                  | Coppa della Divisione                          | 2e tour                    |
| 2020-2021 | Serie A           | 7e          | finaliste          |                                                |                            |
| 2021-2022 | Serie A           | 11e sur 16  | -                  |                                                |                            |

## Structure du club
Le partenaire principal du club, Bricocity, permet une assise financière solide au club.
L'équipe évolue au PalaCatania (it) pouvant accueillir 5000 personnes.

## Personnalités

### Direction du club
| Rôle              | Nom                                  |
| ----------------- | ------------------------------------ |
| Présidents        | Salvatore Martella & Enrico Musumeci |
| Vice-président    | Tuccio Testa                         |
| Directeur général | Finocchiaro Angelo                   |
| Directeur sportif | Angelo Finocchiaro                   |

### Entraîneurs
| Période         | Nom                    |
| --------------- | ---------------------- |
| 2007-?          | Ivan Zinna             |
| ?               | ?                      |
| ?-2021          | Salvatore Samperi      |
| 2021-2022       | Ramiro López Díaz (it) |
| avril-juin 2022 | Alberto Riquer (it)    |
| depuis 2022     | Carmine Tarantino      |

Début avril 2022, l'ex-pivot international espagnol Alberto Riquer (it) est nommé pour la fin du championnat 2021-2022.

À l'été 2022, ex-sélectionneur des U21 et U19 italiens ainsi qu'adjoint de Roberto Menichelli auprès de la sélection A, Carmine Tarantino est nommé entraîneur du Meta.

### Effectif 2022-2023
Pour la saison 2022-2023, le club prolonge les contrats de la « star » argentine Kiki Vaporaki, vainqueur en février 2022 de la Copa America, et de l’espagnol Javi Alonso. Il recrute aussi l'ailier international français Nelson Lutin, le pivot espagnol Alex Garcia en provenance de LNFS (El Pozo Murcia, Valdepenas, Levante) et l’international italien Giovanni Pulvirenti (CMB Matera).